# Собор Святейшего Спасителя (Сан-Сальвадор)
Кафедральный собор Святого Спасителя (исп. Catedral Metropolitana de San Salvador) — главная церковь Римско-Католической архиепархии Сан-Сальвадора и кафедра архиепископа Сан-Сальвадора. Малая базилика. 

## История
Кафедральный собор находится на месте, где стоял старый храм Санто-Доминго, разрушенный землетрясением в 1873 году. В 1880 году по инициативе епископа Хосе Луиса Каркамо-и-Родригеса началось строительство современного храма, который был освящён в 1888 году.
Большая трагедия произошла в Вербное Воскресение, 30 марта 1980 года, во время похорон архиепископа Оскара Ромеро. Во время церемонии на площади перед собором взорвалась бомба, после чего раздались выстрелы. В начавшейся панике погибло 44 человека. Убийство Ромеро стало прологом к гражданской войне в Сальвадоре.
Позднее площадь перед собором стала местом торжеств, после подписания мирного соглашения в Чапультепеке, которое завершило гражданскую войну.
Церковь дважды посещалась Папой Иоанном Павлом II, который говорил, что собор «тесно связан с радостями и надеждами народа Сальвадора». Во время своих визитов в 1983 и 1996 годах Папа молился у могилы архиепископа Оскара Ромеро, которая является главной целью многих паломников. Президент США Барак Обама также посещал собор и могилу в 2011 году во время поездки в Латинскую Америку.